# Knackstedt & Näther

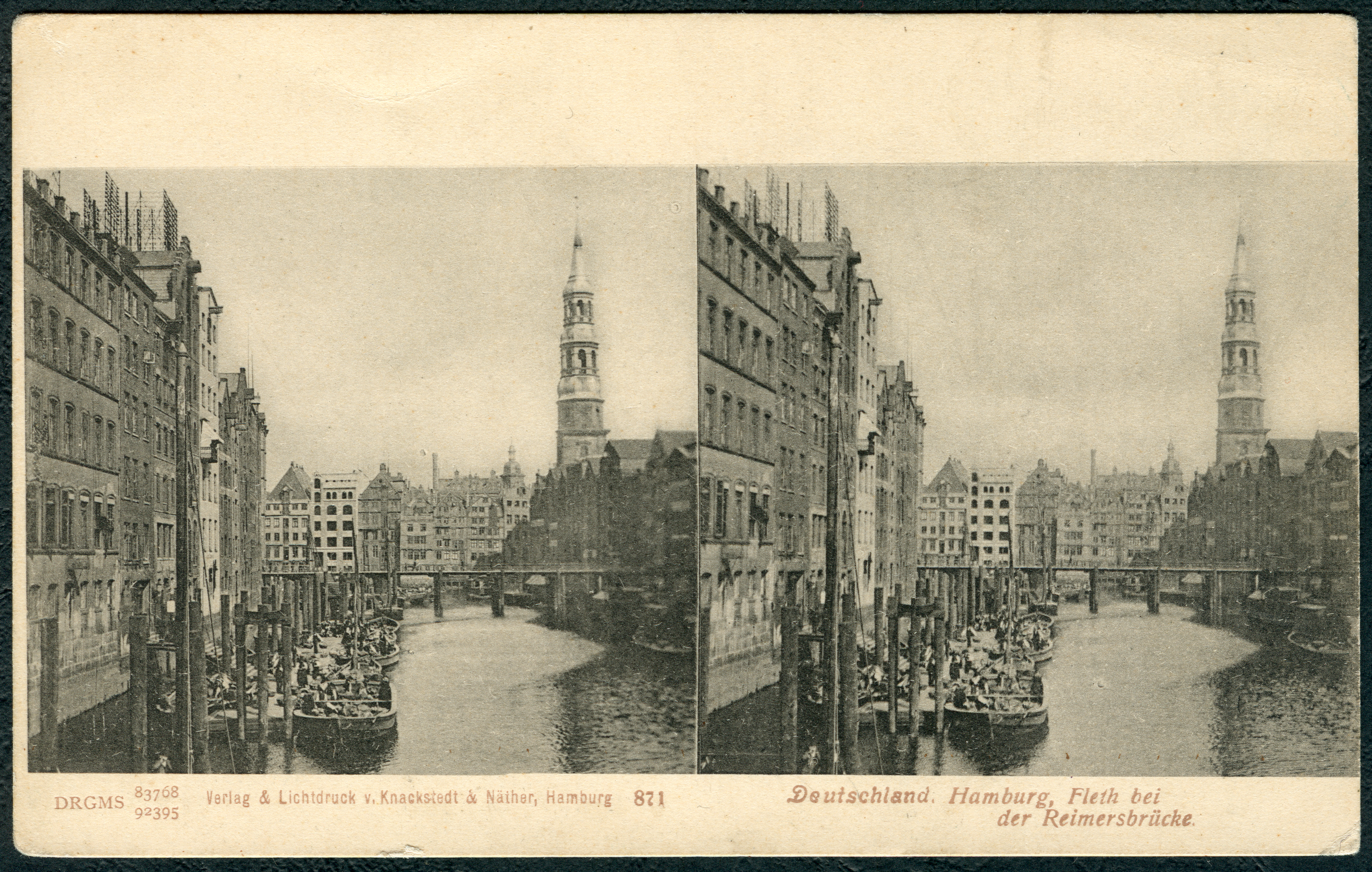
Stereoskopie Nummer 871 als Ansichtskarte mit Blick über den Hamburger Nikolaifleet in Richtung der Katharinenkirche

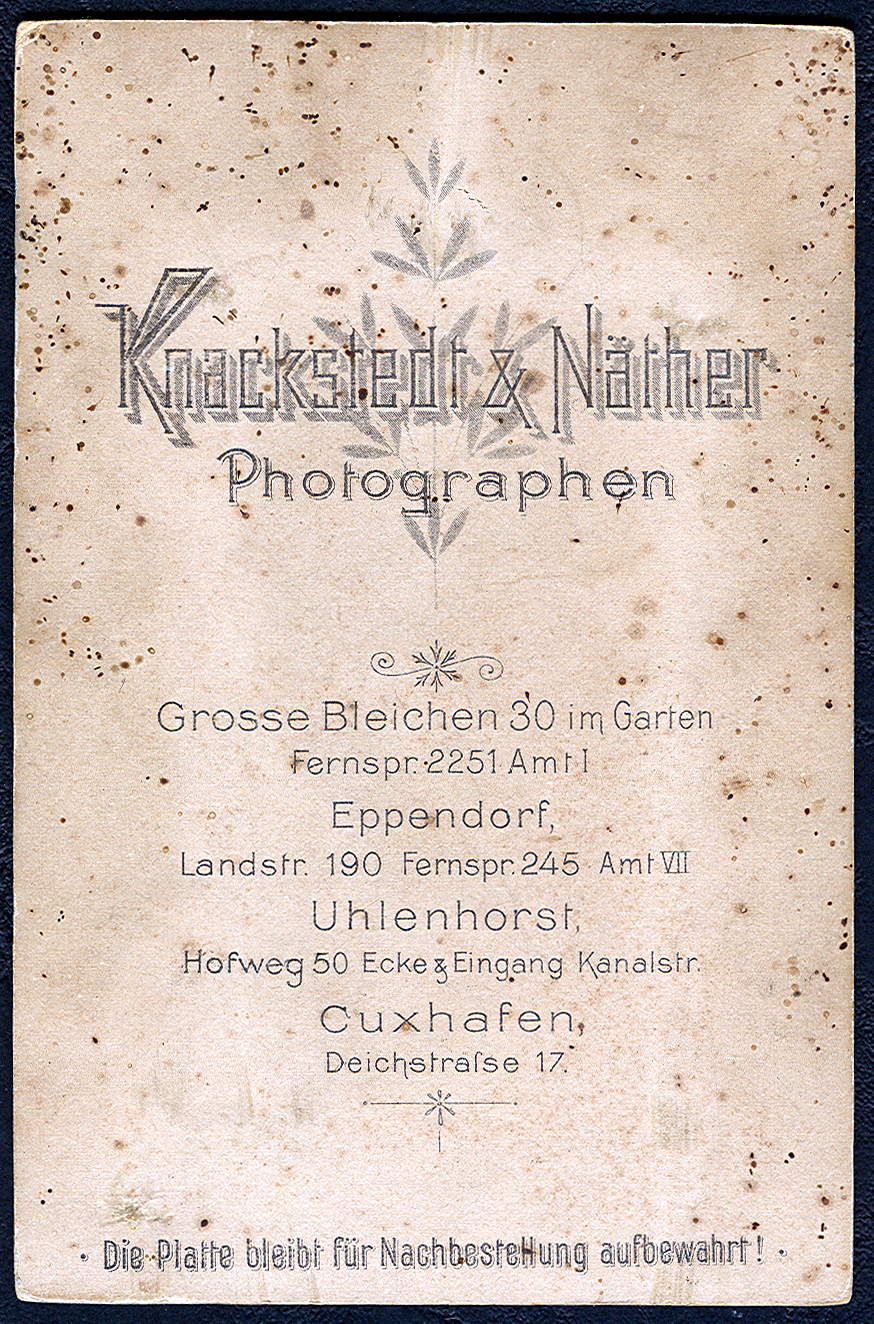
Adressen der Fotografenateliers in Hamburg und Cuxhaven auf einer Kabinettfotografie

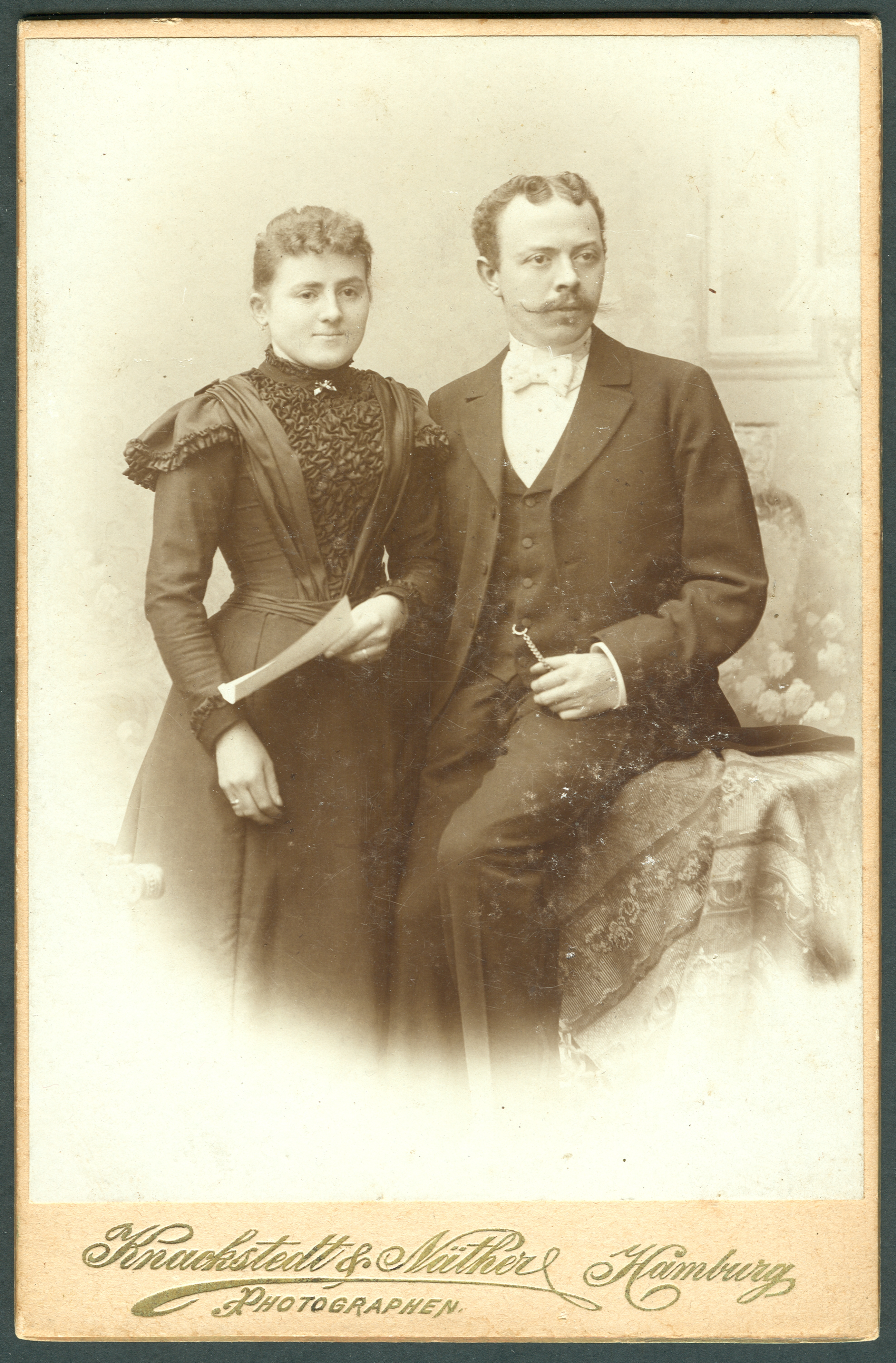
Atelierfotografie eines Paares, um 1890

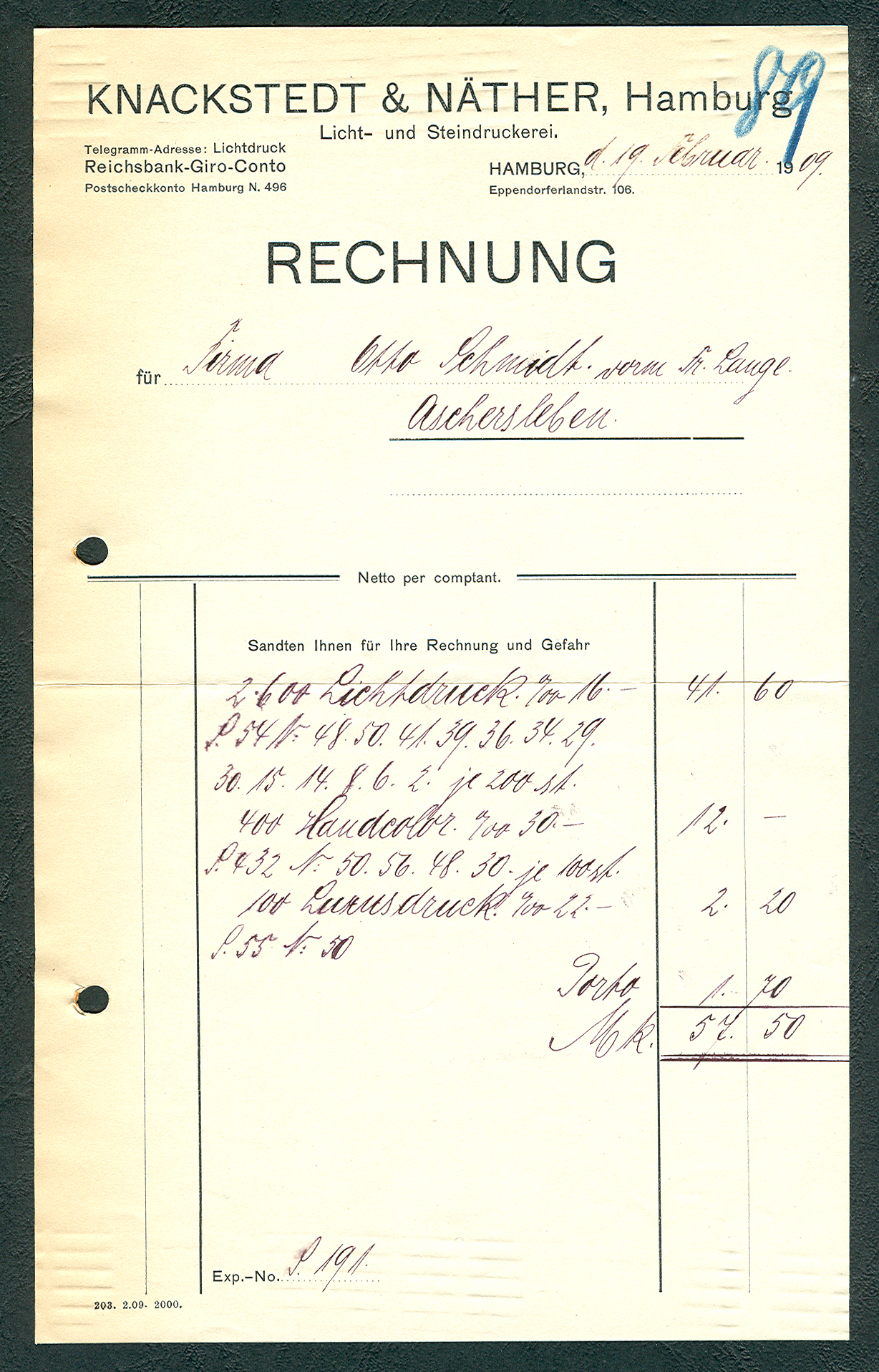
Rechnungsvordruck der „Licht- und Steindruckerei“ von 1909

Das Unternehmen Knackstedt & Näther (KN) unterhielt im 19. und 20. Jahrhundert verschiedene Fotografen-Ateliers in Hamburg und Cuxhaven, eine Licht- und Steindruckerei sowie einen Verlag.

## Geschichte
Am 30. September 1889 gründeten Wilhelm Georg Ludwig (genannt Louis) Knackstedt (*  17. Februar 1865 in Peine, † 10. Juni 1916 in München) und Hermann Gustav Näther (* 1866; † nach 1925 in Hamburg) eine „Kunstanstalt für Lichtdruck und Photographie“ unter der Firma Knackstedt & Näther.
Hermann Näther verließ das gemeinsame Unternehmen anscheinend schon 1892, denn in diesem Jahr gründete Ludwig Knackstedt mit dem aus Hanerau-Hademarschen stammenden Fotografen Gotthilf Constabel ein gemeinsames Unternehmen mit Sitz in Hanerau-Hademarschen und Hamburg. Ab 1893 ist im Hamburger Adressbuch folgender Eintrag zu finden: „Constabel & Knackstedt, Kunstanstalt für Lichtdruck und Photographie, Inh. G. Constabel und L. Knackstedt“ mit der Anschrift Pelzerstraße 8, im Jahr darauf mit Anschrift Eppendorfer Landstraße 190, später Eppendorfer Landstraße 106. Im Hamburger Adressbuch für 1901 ist die letzte Anzeige zu finden.
Das Unternehmen Knackstedt & Näther blieb zunächst weiter bestehen. In den Adressbüchern wird Ludwig Knackstedt als alleiniger Inhaber geführt. Das Angebot lautet im Hamburger Adressbuch für 1905: „Licht- und Steindruckerei, chromografische Anstalt, photographisches Atelier für Portrait- und Industrieaufnahmen“, in der Rubrik Lichtdruckanstalten, Ansichtskarten, Photographische Ateliers, Kunstanstalten und Steindruckereien.
Laut Eintrag im Hamburger Adressbuch für 1908 war Ludwig Knackstedt auch Inhaber der „Chrom. lithogr. Kunstanstalt H. A. J. Schultz & Co. Nachf.“ in Hamburg, Wagnerstraße 70. 1909 wurde das Unternehmen Knackstedt & Näther in eine GmbH umgewandelt. Zum Geschäftsführer wurde Leopold Wernthal bestellt. Um 1911 machte er seine Tochter Juliane, die in Paris lebte, zur Mitinhaberin.
Im Laufe des Jahres 1911 ging die „Photographische Anstalt, Licht- und Steindruckerei Knackstedt & Näther GmbH“ in Konkurs. Daneben existierte jedoch das am 4. Mai 1910 gegründete Unternehmen Knackstedt & Co. mit Sitz im Haus Wagnerstraße 70.
Das fotografische Atelier im Haus Deichstraße 17 in Cuxhaven wurde 1895 von Hermann Meißner gegründet und 1896 von Knackstedt & Näther übernommen. Anschließend wurde Frau A. Jensen Inhaberin (Zeitpunkt der Übernahme nicht bekannt). Da die Firma Knackstedt & Näther gut eingeführt war, führte der nächste Inhaber Adolf Hoffmann das Atelier ebenso unter diesem Namen weiter (Zeitpunkt der Übernahme nicht bekannt). 1919 übernahm dann Harry Glocke das Atelier und führte es unter eigenem Namen weiter.
Das Unternehmen war auch für die Mitglieder der Hamburger Ortsgruppe der Gesellschaft zur Förderung der Amateurphotographie e. V. tätig ao z. B. für Oskar Hofmeister oder Anton Joachim Christian Bruhn (vermutlich ab 1908).
Zwischen 1898 und 1905 produzierte das Unternehmen auch Stereobilder im Ansichtskarten-Format.

## Firmensitz und Filialen

### Fotografische Ateliers
- Hamburg, Eppendorfer Landstraße 190[10]

von 1890 bis 1899
- Hamburg, Pelzerstraße 8

von 1891 bis 1893
- Hamburg, Große Bleichen 30[Anm. 4] Kunstanstalt für Fotografie und Lichtdruck, (Lage: 53° 33′ 10,9″ N, 9° 59′ 21,5″ O)

von 1893 bis 1900
- Hamburg, Wandsbeker Chaussee 238

von 1893 bis 1897
- Hamburg, Canalstraße 2 (Lage: 53° 34′ 20,5″ N, 10° 0′ 57″ O)

1899
- Hamburg, Eppendorfer Landstraße 106

von 1901 bis 1906
- Cuxhaven, Deichstraße 17 (Lage: 53° 51′ 59,3″ N, 8° 42′ 7,2″ O)
- Das fotografische Atelier Arthur Pätzold[11] annonciert im Hamburger Adressbuch für 1907 unter der Anschrift Bachstraße 22 mit dem Zusatz vormals Knackstedt & Näther.
- Das fotografische Atelier Martha Bontemps mit Anschrift Große Bleichen 30 versah Rückseiten von Fotografien mit dem Zusatz: Die Platten von Knackstedt & Näther sowie von A. Pätzold Wwe. vormals Knackstedt & Näther sind in meinen Besitz übergegangen…
- Das fotografische Atelier Rudolf Henkel mit der Anschrift Hofweg 50 versah Vorderseiten von Fotografien mit dem Zusatz vorm. Knackstedt & Näther.
- Das fotografische Atelier Paul Kruse annoncierte im Hamburger Adressbuch für 1911 mit der Anschrift Eppendorfer Landstraße 106 und dem Zusatz: früher Porträt-Atelier v. Knackstedt & Näther.
- Das fotografische Atelier Knackstedt & Näther mit der Anschrift Cuxhaven, Deichstraße 17, versah Vorderseiten von Fotografien mit dem Zusatz Inhaber: Frau A. Jensen.

### Lichtdruckanstalt
- Hamburg, Eppendorfer Landstraße 190

von 1890 bis 1900
- Hamburg, Eppendorfer Landstraße 104/6, Licht- und Steindruckerei (Lage: 53° 35′ 35,9″ N, 9° 59′ 18″ O)

von 1901 bis 1910
- Hamburg, Heuberg 9[Anm. 5], Stadtcomptoir und Auslieferungslager

von 1907 bis 1910
- Hamburg, Wagnerstraße 70 (Knackstedt & Co.)

ab 1911
- Im Hamburger Adressbuch für 1912: Knackstedt & Co. (zusätzlich) Faltschachtelfabrik
- Im Hamburger Adressbuch für 1914: Knackstedt & Co. (zusätzlich) Anfertigen von Briefverschlussmarken
- Im Hamburger Adressbuch für 1915: Knackstedt & Co. (zusätzlich) Tiefdruck, Reklamemarken, Plakate

## Werke
- Hamburger Bilder aus der Cholera-Zeit. (Leporello mit 11 fotografischen Abbildungen, 15 cm × 9,5 cm) Knackstedt & Näther, Hamburg 1892. (Petra Schmolinske: Die Cholera in Hamburg 1892. In: OHLSDORF - Zeitschrift für Trauerkultur. Band 138, Nr. III, 2017 (fof-ohlsdorf.de).)
- Der Nord-Ostsee-Kanal in 15 Photographien nach den im Auftrage der Kaiserlichen Kanal-Commission in Kiel ausgeführten Aufnahmen. (Leporello mit 15 fotografischen Aufnahmen) Constabel & Knackstedt, Hamburg o. J. (um 1895).
- Fabian Landau: Denksteine. Aus der Geschichte von Hamburg und Altona seit deren Gründung bis auf die Jetztzeit. (74 Textseiten und zahlreiche Abbildungen auf 49 Tafeln, 24 cm × 16 cm) Knackstedt & Näther, Hamburg 1907.
- Erinnerung an die Eröffnung des Hauptbahnhofes Hamburg. (am 4. Dezember 1906; 18 Fototafeln in Lichtdruck) Knackstedt & Näther, Hamburg ca. 1907.
- Erinnerung an die von Bodelschwingh’schen Anstalten in Bethel. (Leporello mit 10 Ansichten, Querformat 12 cm × 18 cm) Knackstedt & Co., Hamburg o. J. (um 1912).